# Пинцгау
Пинцгау (нем. Pinzgauer) — порода крупного рогатого скота молочно-мясного направления. Выведена в Австрийских Альпах в конце XVII века в местности Пинцгау (сегодня это округ Целль-ам-Зе) скрещиванием красной баварской, тукской и цилертальськой пород скота.
Масть животных преимущественно красная (различных оттенков) с характерной белой полосой на спине и вдоль живота. Животные имеют пропорциональное телосложение, крепкий костяк, толстую эластичную кожу. Живая масса быков составляет 750—1000 кг, коров — 450—500 и до 650 кг. Коров и бычков пинцгау отправляют на убой в возрасте от девяти месяцев до года. Среднегодовой надой молока составляет 2000—3000 кг при жирности в 3,7—3,8 %. Некоторые коровы дают 5000—5800 кг молока жирностью в 3,9—4,2 %. Животные породы пинцгау имеют также хорошие мясные и откормочные качества: убойный выход составляет 55—57 %.
Разводят пинцгау в Австрии, Германии, Италии, Румынии (где существует даже свой вид «трансильванской пинцгау») и Украине; в последней — преимущественно в горных районах Черновицкой, Ивано-Франковской и Закарпатской областей.

## История
Согласно генетическим и морфологическим исследованиям, пород пинцгау наиболее тесно связана с северогерманскими низменными породами скота. Пинцгау впервые получила современное название в 1846 году — до этого она называлась «Пинцгауэр Фазель» или «Пинцгауэр Шлаг». В XIX веке коров пинцгау разводили для работы на фермах, на пивоварнях и в районах, где выращивалась сахарная свекла. В период своего расцвета порода стала самой популярной среди скота Австро-Венгрии, а впоследствии — и в Восточной Европе. В 1896 году была основана Баварская ассоциация по разведению пинцгау. К декабрю 1890 года численность пинцгау составляла до 101 880 только в Баварии. Но в итоге распространённость породы сильно упала в результате индустриализации, произошедшей после Первой мировой войны. Спрос на крупный рогатый скот заметно уменьшился, и пинцгау была заменена более молочными породами: такими как Fleckvieh. К 1930 году в Баварии осталось только 85 000 голов пинцгау. В 2001 году в Германии было 36 000 животных данной породы, а во всем мире их было около 1,3 миллиона; в Австрии в 1995 году их насчитывалось неполные 54 000, из которых 8883 были зарегистрированы в племенных книгах.
В Италии порода присутствует в основном в автономной провинции Больцано: причём, преимущественно в двух долинах — коммуне Валле-Аурина и немецкоязычном регионе Пустерталь. Численность местных стад пережила резкий спад в между 1980 и 1990 годом: с 8500 животных в 1983 году до тысячи в 2000 году. В результате, власти и местные фермеры были вынуждены принять защитные меры с целью стабилизации численности: её удалось восстановить до 2000 особей и поддерживать на этом уровне.
В самой Австрии, начиная с 1969 года, голштинская порода были скрещены с пинцгау для увеличения производительности молока. Это скрещивание — особенно то, что проводилось в период с 1982 по 1995 год в Канаде и США — вызвало негативную реакцию со стороны ряда фермеров, что, в свою очередь, привело к созданию ассоциаций животноводов, разводящих исключительно «оригинальную» породу: сегодня в собственности членов таких ассоциация числится около 5000 животных.
Сейчас в мире насчитывается менее 50 единиц безрогих пинцгау (нем. Jochberger Hummel) — поэтому они находится под угрозой исчезновения. С 1988 года на станции осеменения близ Зальцбурга было только два бычка. Ассоциация немецких селекционеров считала породу пинцгау «самой красивой породой крупного рогатого скота» в мире. Особо высоко ценятся животные редкого, чёрного окраса: существует поверье, что они приносят удачу тем фермерам, которые их выращивают.
Пинцгау считается «надежной, деревенской» породой. Животные обладают рядом навыков, связанных с их происхождением из горного региона: они легко перенося суровые климатические условия, что позволяет разводить их в «сложных», с точки зрения животноводства, регионах. Крепкие ноги коров пинцгау с твердыми копытами предназначены для поиска пищи в гористой местности. Их морозостойкость позволяет им вести жизнь под открытым небом всё лето (желательно, на горных пастбищах). Они способны переваривать жёсткие травы и эффективно превращать их в мясо и молоко. Коровы пинцгау выносливы, плодовиты, обладают хорошим характером, являются заботливыми родителями и хорошо приспосабливаются к самым различным условиям и ситуациям.